# In absentia
In absentia es una locución latina que significa ‘en ausencia’ o ‘en la ausencia de’. En Derecho procesal se refiere al derecho del acusado a estar presente durante el juicio. Aunque un acusado no se presente a su juicio (contumacia), puede realizarse en su ausencia, pudiendo incluso ser condenado "en rebeldía".

## In absentiaen los sistemas legales delcommon law
En los sistemas legales del common law (derecho anglosajón), condenar a alguien in absentia significa que lo ha sido tras ser juzgado en un juicio en el cual no estuvo presente para responder a los cargos. Es un tipo de jurisdicción universal. Específicamente, viola el segundo principio de justicia natural, audi alteram partem. Por otra parte, en algunos sistemas de derecho civil, como en Italia, esto está permitido.